# Ashkelon
Ashkelon (Ashqelon) (hebraisk אַשְׁקְלוֹן) er en by i Israel. Byen ligger ved middelhavskysten syd for Ashdod og nord for Gazastriben.
Ashkelon har ca. 105.000 indbyggere.
Det moderne Ashkelon opstod som et landbrugssamfund efter oprettelsen af staten Israel i maj 1948, og de første bykvarterer voksede frem i begyndelsen af 1950'erne.
Ashkelon har flere store industriparker præget af højteknologiske virksomheder. Endvidere er der et nyt moderne Carlsberg-bryggeri.
I byens centrum er der indkøbscentre, museer og arkæologiske seværdigheder. Ved strandene ligger et dykkercenter, mange restauranter, hoteller og en stor marina. 
Det er de arkæologiske fund og den nænsomme bevaring, der gør Ashkelon til noget særligt, bl.a. Nationalparken med de mange levn fra antikkens Ashkelon. Ashkelon er en af verdens ældste byer, er omtalt i Biblen og har stor historisk betydning. Byen blev jævnet med jorden af muslimerne år 1270. 